# Roxanne (film)
(Tagline del film.)
Roxanne è una commedia del 1987 diretta da Fred Schepisi con Steve Martin, che ha curato anche la sceneggiatura, e Daryl Hannah. Il film, che alterna momenti di esilarante commedia con altri di profondo valore emotivo offrendo anche qualche spunto di riflessione, è una rivisitazione in chiave moderna del Cyrano de Bergerac di Edmond Rostand.

## Trama
Nella cittadina di Nelson il capo dei vigili del fuoco C.D. tenta vanamente di far funzionare il suo gruppo di uomini animati da tanta buona volontà, ma un poco pasticcioni. C.D., però, ha un grosso problema costituito dall'enorme naso che lo rende oggetto di facili ironie. Tuttavia egli maschera la sua malinconia e la sua solitudine interiore dietro un personaggio ironico e scherzoso. La sua vita cambia quando in città giunge una giovane e bella astronoma di nome Roxanne di cui si innamora senza avere però il coraggio di dichiararsi. Finisce per scriverle lettere d'amore brillanti ed appassionate per conto di un suo vigile imbranato, Chris, che con Roxanne ha un flirt di modesto successo. Solo alla fine emergerà la verità.

## Produzione
Il film è stato girato nell'estate del 1986 nella città di Nelson nella Columbia Britannica.

## Critica
Il film è al 71º posto nella classifica del canale televisivo Bravo.
Il sito Rotten Tomatoes ha dato al film una valutazione dell'88%.
Roger Ebert l'ha descritto come una "dolce commedia stravagante" e gli ha dato 3,5 stelle su 4, dicendo:
"Ciò che rende "Roxanne" così meraviglioso non è la trama piuttosto semplice, ma il modo in cui il film crea un certo spirito ineffabile."

## Premi e candidature
- Los Angeles Film Critics Association Awards
  - 1987: Vinto - Miglior attore a Steve Martin
- Golden Globe
  - 1988: Nomination - Miglior attore in un film commedia o musicale a Steve Martin
- National Society of Film Critics Awards
  - 1988: Vinto - Miglior attore a Steve Martin
- Writers Guild of America
  - 1988: Vinto - Migliore sceneggiatura a Steve Martin

## Implicazioni sociali
C.D. è un personaggio simpatico ma profondamente diviso tra due mondi: il mondo pubblico, in cui costringe gli altri a considerare il suo naso un semplice difetto fisico, permettendo solo a se stesso di scherzare su di esso, come se fosse un orgoglio; e il mondo personale, in cui il suo più grande desiderio è nascondere o eliminare questo difetto fisico, cosa che non può fare chirurgicamente per via di un'allergia agli anestetici. C.D. propone addirittura al dottore di operare anche senza anestesia, ma quest'ultimo ovviamente rifiuta.
Interessante anche il fatto che C.D. consideri l'episodio sessuale di Chris e Roxanne una sua personale vittoria, e ritenga di essere stato lui ad andare a letto con Roxanne, anche se non fisicamente. C.D. insomma è un personaggio che solo apparentemente è sicuro di sé e noncurante di ciò che gli altri pensino di lui.

## Doppiaggio
- Il dialogo tra Roxanne e Charlie durante i titoli di coda è stato cambiato nel doppiaggio italiano.

Nella versione in italiano hanno cercato di inserire una battuta sul naso:
| Roxanne: | A proposito ho dato un nome alla cometa.                |
| Charlie: | Ah si, la buona vecchia Cometa Kowalski.                |
| Roxanne: | No, Cometa Nasir.                                       |
| Charlie: | Oh amore, esageri.                                      |
| Roxanne: | Ma no, era un grande astronomo persiano dell'XI secolo. |
| Charlie: | Ah beh, allora non è stato a caso, pardon, a naso.      |
Mentre nella versione originale si gioca sul nome della cometa e quello di Charlie:
| Roxanne: | By the way, I named the comet.    | A proposito, ho dato un nome alla cometa. |
| Charlie: | Oh yeah, good old Comet Kowalski. | Oh si, la buona vecchia Cometa Kowalski.  |
| Roxanne: | No, Comet Charlie.                | No, Cometa Charlie.                       |
| Charlie: | That is nice.                     | È bellissimo.                             |
| Roxanne: | Yes, it is my dad's name.         | Si, è il nome di mio padre.               |
| Charlie: | He'll be so happy.                | Sarà molto felice.                        |